# متروک (فیلم ۱۹۴۵)
متروک (اسپانیایی: Las Abandonadas‎) یک فیلم مکزیکی سال ۱۹۴۵ به کارگردانی امیلیو فرناندز و با بازیگری دولورس دل ریو و پدرو آرمنداریز است.

## پلات
پلات فیلم دربارهٔ زن جوانی به نام مارگاریتا (دولورس دل ریو) است که توسط نامزدش رها شده‌است. او مجبور شده برای پرورش فرزند خود، در دهه ۱۹۲۰ مکزیک، دست به کارهای مختلف بزند.